# Larry Perkins

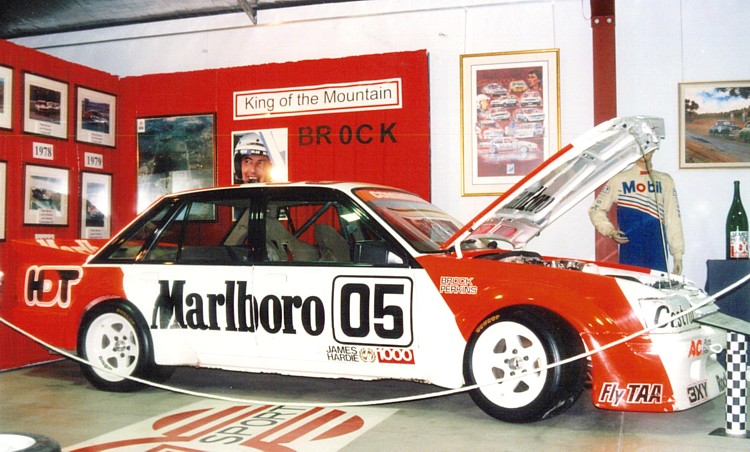
Holden Commodore, w którym Larry Perkins wraz z Peterem Brockiem zwyciężyli w wyścigu 1000km Bathurst w 1984 roku

Larry Clifton Perkins (ur. 18 marca 1950 w Cowangie, Wiktoria) – australijski kierowca wyścigowy.

## Kariera

### Kariera juniorska
Australijczyk pierwsze kroki w wyścigach samochodowych stawiał w Australijskiej Formule Ford, w roku 1970. Rok później zdobył w niej tytuł mistrzowski. Po zdobyciu mistrzostwa w Australijskiej Formule 2 w sezonie 1972, wyjechał do Europy. W 1975 roku został pierwszym mistrzem nowo powstałej Europejskiej Formuły 3.

### Formuła 1
W Formule 1 Larry zadebiutował w roku 1974, w zespole Amon, podczas GP Niemiec. Nie zdołał jednak zakwalifikować się do wyścigu.
Właściwy debiut nastąpił dwa lata później w ekipie Boro, w której to został zgłoszony do sześciu wyścigów (wystartował w pięciu). Ukończył dwie pierwsze rundy, odpowiednio na trzynastym (GP Hiszpanii) oraz ósmym miejscu (GP Belgii). Na trzy ostatnie rundy sezonu dostał szansę startów od zespołu Martini Racing, jednakże tam również nie było najlepiej (ukończył jeden wyścig, o GP Kanady, na siedemnastej pozycji).
W sezonie 1977 rozpoczął współpracę ze stajnią BRM. Po dwóch rundach zerwał jednak kontrakt z zespołem. Do wyścigów powrócił jeszcze za sprawą ekipy byłego mistrza świata, Johna Surteesa, jednakże tam również nie było najlepiej i po trzech wyścigach (z których tylko do jednego zdołał się zakwalifikować) ponownie zakończył współpracę.

### Po Formule 1
Po nieudanej przygodzie w F1, Perkins wrócił do Australii. W roku 1979 zakończył tytułem mistrzowskim  Rothmans International Series (australijska Formuła 5000). W 1981 zadebiutował w australijskich wyścigach samochodów turystycznych (ATCC), w których startował aż do roku 2003 (od 1999 roku znanych pod nazwą V8 Supercars). Najlepiej spisał się w latach 1994-1995 oraz 1998, kiedy to w klasyfikacji generalnej zajął czwarte miejsce.
Oprócz tego wielokrotnie uczestniczył w długodystansowym wyścigu Bathurst 1000, w którym to zwyciężył sześciokrotnie, w latach 1982–1984, 1993, 1995 oraz 1997.
W latach 1986–2008 prowadził własny zespół Perkins Engineering w ATCC/V8 Supercars. W 2008 roku został wpisany do V8 Supercars Hall o Fame. Jest ojcem Jacka Perkinsa, który również jest kierowcą wyścigowym (startuje m.in. w V8 Supercars).